# 鎌田友里
鎌田 友里（かまだ ゆり、1987年5月29日-　)は、フリーアナウンサー、元山口放送の契約アナウンサー。

## 概略
2007年から2009年まで宇部市をPRする「第5期　宇部E・E・N・A大使」に就任。
2010年は、4月から宇部市のローカルFM放送局・FMきららのパーソナリティー、5月から山口県バラ切花協会のバラPR大使・2代目やまぐちローズクィーンを務めたのち、10月からは山口放送の契約社員として入社、熱血テレビでレポーターを担当。
2011年4月から2017年3月31日まで、KRYさわやかモーニングのニュースキャスターを務めた。
特技は小学2年生から大学2年まで続けていたバレエ。
2021年1月6日より、熱血テレビに水曜レギュラーとして再び出演。

## 担当番組
無し
過去の担当番組
- FMきららパーソナリティー(2010年4月から2011年3月中旬まで)
- KRYさわやかモーニング
- KRYニュース
- 熱血テレビ(2021年1月- 2024年3月水曜日。過去に、2010年10月〜2011年3月に出演あり)